# Tarot (album)
Tarot je šesti studijski album španjolskog simfonijskog metal sastava Dark Moor. Sve pjesme s albuma nazvane su po Velikoj Arkani, špilu kartaške igre tarot. Prvi singl s albuma bila je pjesma "The Chariot". Na albumu gostujuće vokale pridonosi Manda Ophius, pjevačica nizozemskog simfonijskog metal sastava Nemesea.

## Popis pjesama
| 1.    | »The Magician« (instrumental) |                       | Enrik García                   | 1:29  |
| 2.    | »The Chariot«                 | Alfred Romero         | Enrik García                   | 4:24  |
| 3.    | »The Star«                    | Francisco José García | Enrik García                   | 4:29  |
| 4.    | »Wheel of Fortune«            | Romero, Enrik García  | Enrik García                   | 3:59  |
| 5.    | »The Emperor«                 | Francisco José García | Enrik García, Daniel Fernández | 4:09  |
| 6.    | »Devil in the Tower«          | Enrik García          | Enrik García                   | 7:52  |
| 7.    | »Death«                       | Francisco José García | Enrik García, Fernández        | 5:00  |
| 8.    | »Lovers«                      | Romero, Enrik García  | Enrik García, Fernández        | 4:06  |
| 9.    | »The Hanged Man«              | Enrik García          | Enrik García                   | 5:31  |
| 10.   | »The Moon«                    | Francisco José García | Enrik García                   | 11:31 |
| 52:30 |                               |                       |                                |       |

| Bonus skladba s digipak inačice | Bonus skladba s digipak inačice | Bonus skladba s digipak inačice | Bonus skladba s digipak inačice | Bonus skladba s digipak inačice | Bonus skladba s digipak inačice | Bonus skladba s digipak inačice | Bonus skladba s digipak inačice | Bonus skladba s digipak inačice | Bonus skladba s digipak inačice |
| Br.                             | Skladba                         | Tekstopisac                     | Skladatelj                      | Trajanje                        |                                 |                                 |                                 |                                 |                                 |
| ------------------------------- | ------------------------------- | ------------------------------- | ------------------------------- | ------------------------------- | ------------------------------- | ------------------------------- | ------------------------------- | ------------------------------- | ------------------------------- |
| 11.                             | »The Fool«                      | Francisco José García           | Enrik García, Fernández         | 4:12                            |                                 |                                 |                                 |                                 |                                 |
| 56:42                           |                                 |                                 |                                 |                                 |                                 |                                 |                                 |                                 |                                 |

| Bonus skladba s japanske inačice | Bonus skladba s japanske inačice | Bonus skladba s japanske inačice | Bonus skladba s japanske inačice | Bonus skladba s japanske inačice | Bonus skladba s japanske inačice | Bonus skladba s japanske inačice | Bonus skladba s japanske inačice | Bonus skladba s japanske inačice | Bonus skladba s japanske inačice |
| Br.                              | Skladba                          | Tekstopisac                      | Skladatelj                       | Trajanje                         |                                  |                                  |                                  |                                  |                                  |
| -------------------------------- | -------------------------------- | -------------------------------- | -------------------------------- | -------------------------------- | -------------------------------- | -------------------------------- | -------------------------------- | -------------------------------- | -------------------------------- |
| 12.                              | »Mozart's March« (instrumental)  |                                  | Enrik García                     | 2:42                             |                                  |                                  |                                  |                                  |                                  |
| 55:14                            |                                  |                                  |                                  |                                  |                                  |                                  |                                  |                                  |                                  |

## Zasluge
| Dark Moor - Alfred Romero — vokali - Enrik García — gitara, orkestralni aranžman, produkcija - Daniel Fernández — bas-gitara - Roberto Cappa — bubnjevi Ostalo osoblje - Derek "Dodge" Gores — ilustracija - Luigi Stefanini — produkcija, snimanje, miksanje, mastering - Diana Alvarez — grafički dizajn, fotografija |  | Dodatni glazbenici - Manda Ophuis — vokali - Sincopa 8 — zborski vokali - Hendrik J. de Jong — gitara - Andy C. — bubnjevi |